# Oktubre
Oktubre es el segundo álbum de estudio del grupo de rock argentino Patricio Rey y sus Redonditos de Ricota. Fue editado en octubre de 1986. Grabado a mediados de 1986, el álbum se caracteriza por un sonido que incorporó influencias del new wave y el post-punk (lo cual significó un cambio con respecto a su álbum anterior, Gulp!), y por su narrativa con elementos distópicos, inspirada por las revoluciones sociales históricas y el contexto bélico internacional de la Guerra Fría, así como también del escenario político de Argentina en el período de la vuelta a la democracia.
El arte de tapa, diseñado por el artista plástico Rocambole, está inspirado en la Revolución rusa de 1917.
En 2007, la versión argentina de la revista Rolling Stone situó a Oktubre en el puesto n.º 4 en su lista de Los 100 mejores álbumes del rock argentino.

## Historia
En 1986, unos meses después de haber lanzado su primer álbum Gulp!, la banda aprovechó el portaestudio de Gonzalo Palacios, compuso nuevos temas y buceó en un nuevo sonido. Por entonces, a la hora de encarar la grabación definitiva, sus ahorros les permitieron ir a un estudio como Panda y ahí registrar Oktubre. Las grabaciones se realizaron en dos meses, entre agosto y septiembre de 1986. El sonido de la banda dio un cambio total con respecto al trabajo anterior. El resultado fue un estilo frío y crítico, utilizando un bajo eléctrico con influencia pop y una combinación muy creativa de sonidos y tonos menores, además de la colaboración de Daniel Melero (por entonces miembro de Los Encargados) en teclados y Claudio Fernández (del grupo  Don Cornelio y la Zona) en percusiónes.
El álbum salió a la venta el 4 de octubre y se presentó oficialmente los días 18 y 25 de octubre en Paladium ante 1200 personas. Para estos conciertos se sumó a la banda el tecladista Andrés Teocharidis. Durante el verano siguiente, en el momento que el grupo decide incorporarlo como miembro estable, Teocharidis muere en un accidente, y Skay y el Indio decidieron no reemplazarlo.
Después de los shows de octubre en Paladium, de manera intempestiva Tito Fargo D'aviero y "Piojo" Ábalos se fueron de la banda. Al año siguiente, los acompañó Willy Crook. Pero la banda se repuso rápidamente y consiguió a Walter Sidotti (ex Los Argentinos) para la batería, y a Sergio Dawi para el saxofón, aunque deciden no reemplazar a Tito.

## Arte
El arte de tapa del disco una vez más fue realizado por Rocambole (Ricardo Cohen).

Es una tapa más conceptual. Las ideas salieron de una noche de fernet: el Indio veía banderas, multitudes. Primero iba a ser todo rojo y negro, pero cuando lo fui haciendo más abstracto le agregué el gris. La tipografía parece soviética al estar invertida una letra. En el reverso se ve la catedral de La Plata en llamas: un símbolo revolucionario. Me resulta raro ver mis obras en remeras y tatuajes: la gente se apropió de cosas como el puño y la cadena, hechas en 15 minutos para un aviso. En Paladium personifiqué a Patricio Rey con un viejo óptico.
Rocambole

A la derecha de la portada del álbum se puede distinguir al Che Guevara.

## Lista de canciones
Toda la música compuesta por Skay Beilinson e Indio Solari. 
| Oktubre |                                    |          |  |
| N.º     | Título                             | Duración |  |
| 1.      | «Fuegos de octubre»                | 3:37     |  |
| 2.      | «Preso en mi ciudad»               | 4:03     |  |
| 3.      | «Música para pastillas»            | 4:34     |  |
| 4.      | «Semen-Up»                         | 5:21     |  |
| 5.      | «Divina Tv. Führer»                | 3:01     |  |
| 6.      | «Motor psico»                      | 4:56     |  |
| 7.      | «Jijiji»                           | 5:34     |  |
| 8.      | «Canción para naufragios»          | 6:01     |  |
| 9.      | «Ya nadie va a escuchar tu remera» | 3:59     |  |
| 41:08   |                                    |          |  |

## Videos musicales
- «Fuegos de octubre» (1986)

## Presentación
Durante años la banda fue dando shows en bares y pubs donde eran cantadas varias canciones del listado final que conformaria Oktubre; en 1986 se dieron varios shows en el Paladium dejando clara una estructura que se iba asemejando más al producto definitivo, la presentación oficial fue el 18 de Octubre de ese año.
| Lugar    | Ciudad                          | Fecha                                       |
| -------- | ------------------------------- | ------------------------------------------- |
| Paladium | Ciudad Autónoma de Buenos Aires | 18 de octubre de 1986. Presentación oficial |

## Personal
Patricio Rey y sus Redonditos de Ricota
- Indio Solari - voz
- Skay Beilinson - guitarra principal
- Tito Fargo - guitarra rítmica y acústica
- Semilla Bucciarelli - bajo
- Piojo Ábalos - batería
- Willy Crook - saxofón

Personal adicional
- Daniel Melero - sintetizadores
- Oscar Fernández - percusiones
- Osvel Costa - técnico de grabación
- La Negra Poli - producción ejecutiva
- Rocambole - arte de tapa
- Patricio Rey - producción artística